# Magallanes (Agusan del Norte)
Magallanes è una municipalità di terza classe delle Filippine, situata nella Provincia di Agusan del Norte, nella Regione di Caraga.
Magallanes è formata da 8 baranggay:
- Buhang
- Caloc-an
- Guiasan
- Marcos
- Poblacion
- Santo Niño
- Santo Rosario
- Taod-oy